# Vierstöck
Der Weiler Vierstöck ist eine Siedlung von drei Gebäuden in Ober-Kainsbach, dem östlichsten Ortsteil der Gemeinde Reichelsheim im südhessischen Odenwaldkreis.

## Namensherkunft

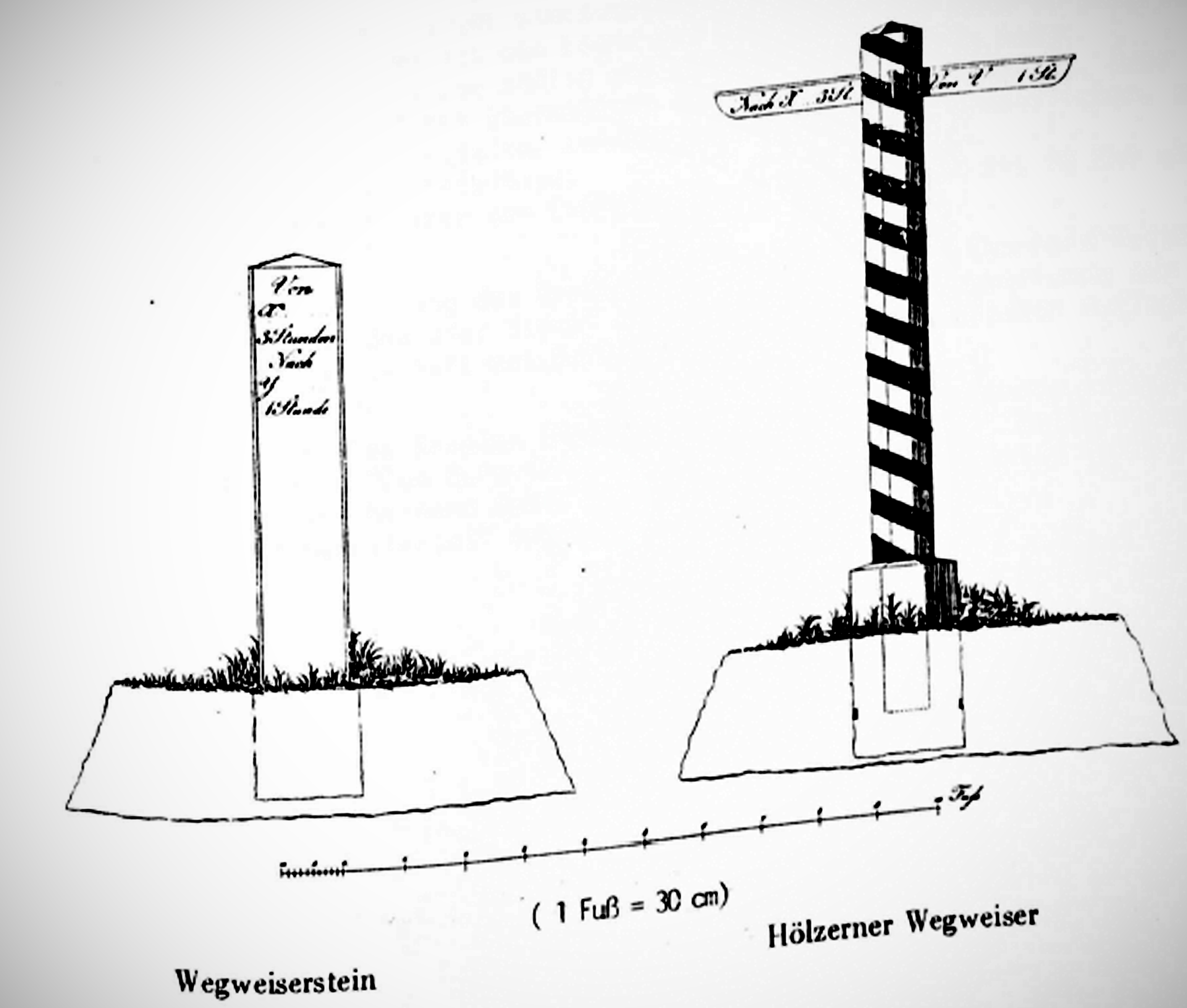
Beispiel für den Wegweiser von 1839; derer vier dem Ort den Namen gaben.

In der Provinz Starkenburg des Großherzogtums Hessen war eine einheitliche Gestaltung aller Wegweiser aus Stein oder Holz durch verbindlichen Erlass vorgeschrieben, die den Bürgermeistern mit entsprechenden Zeichnungen übersandt wurden. Die Gemeinde Ober-Kainsbach setzte 1839 an der fertiggestellten Staatsstraße von  Hirschhorn nach Darmstadt (nach Eintragungen auf den Bauplänen) im Abschnitt zwischen Gersprenz nach Michelstadt, an der Wegkreuzung der Verbindung von Ober-Kainsbach nach Ober-Mossau, vier Holzstöcke (Pfähle), die bereits 1850 im Gewannbuch der Gemeinde Ober-Kainsbach als Flurnamen eingingen. Die Schreibweisen in den Urkunden, Gebäude- und Gebietsbezeichnungen wechseln wiederholt in den Jahren zwischen Vierstöck und mit Bindestrich Vier-Stöck.

## Geschichte

### GaststätteZum Burgviertelbei den Vier-Stöck
Am 4. Februar 1879 genehmigte das Großherzogliche Kreisamt Erbach Leonhard Heist II. von Ober-Kainsbach (1846–1917) den Bau eines Gasthauses „bei den Vierstöck“. Als Geburtsstunde der Gaststätte ist der 8. Mai 1880 anzunehmen, als das Gewerberegister der selbstständigen Gemeinde Ober-Kainsbach Heist als „Zapfwirt“ auswies. Er war nun berechtigt, Wein, Obstwein, Bier und Branntwein auszuschenken. Nach Bauplänen des Jahres 1883 und einer Ansichtskarte von 1898 wurde das Gasthauses unter dem Namen Zum Burgviertel geführt. Burgviertel bezeichnet ein Flurstück am Gasthaus, das sich historisch nach Liegenschaften des Beerfurther Schlösschen ableitet.
In den Mangan-Erzgruben auf der Südseite des Morsbergs waren 1883 bis zu 300 Bergleute beschäftigt. Neben diesen Bergleuten kehrten auch vermehrt Fuhrleute, die das Manganerz mit Ochsen- und Pferdewagen zur Bahnstation Reinheim beförderten, in dem Gasthaus ein. Das Gasthaus bot jedoch nicht den nötigen Platz für die Arbeiter. Die Wirtsleute entschlossen sich daher, das Haus durch einen Anbau zu vergrößern und den Stall im gleichen Gebäude zur Wohnung umzubauen. Auf der gegenüberliegenden Straßenseite wurde ein neues Stallgebäude errichtet, das 1892 mit einer Wohnung aufgestockt wurde, die ab 1904 mit Übergabe der Wirtschaft an die Tochter Elisabetha Heist (1875–1956) den Wirtsleuten Heist als Altersruhesitz diente. 1896 erhielt Heist die Konzession zum Betrieb einer Schildwirtschaft mit Garküche und war damit berechtigt, Gäste zu beherbergen und zu verköstigen. Es wurden umfangreiche Baumaßnahmen, um den Wünschen der Gäste der gehobenen Klasse zu entsprechen. Elisabetha heiratete 1905 den Ortsansässigen Metzer Georg Weber, er wurde damit Mitbesitzer des Gasthauses. Durch diese Erweiterungen konnte das Gasthaus die Bedürfnisse der Bergleute und Fuhrleute besser erfüllen. Das Gasthaus war auch ein wichtiger Ort für die Kommunikation zwischen den Bergleuten und der lokalen Bevölkerung. Ab 1924 wurde das Anwesen über eine Freileitung an das Stromnetz angeschlossen, die 1980 durch ein Erdkabel ersetzt werden konnte. Im Jahre 1929 wurde der 1897 erstellte Anbau des Gasthauses durch einen neuen deutlich vergrößert, der seither als Saal, auch für überregional bekannte Tanzveranstaltungen, genutzt wurde. Die damals eingesetzten Rundbogenfenster prägen bis heute das Bild des Gasthauses. 1930 reichte die Wasserversorgung eines Tiefbrunnens auf der Westseite zur Versorgung nicht mehr aus, daraufhin wurde circa 150 m südöstlich des Anwesens eine Quelle gefasst, deren Schüttung in einem Auffangbecken geleitet wurde. Das Becken wurde 1958 näher zum Gasthaus verlegt und das Wasser mit einer elektrischen Pumpe in eine Druckkammer gepresst, um eine stehende Wasserleistung für Haus und Stall installieren zu können. Akuten Wassermangel in Trockenperioden überbrückte man in den folgenden Jahren durch den kuh- und traktorgezogenen Transport in Holz- und Wasserfässern. Erst 1980 wurden die Vierstöck auf eigene Kosten mit einer 1000 m langen Leitung an das Wassernetz von Ober-Kainsbach angeschlossen.
Als die Nibelungenstraße 1936 eine Teerdecke erhielt, stand das Lokal auch einer breiteren Bevölkerungsschicht zur Verfügung. Eine Omnibuslinie von Bensheim über Michelstadt bis Amorbach machte dies möglich. Aus einer einfachen Gastwirtschaft wurde ein Hotel mit weithin bekannter Speisekarte. Da der Kundschaft „zwei Aborte im Treppenhaus und ein Abort mit Pissoir im Ökonomiegebäude“, die den hygienischen Anforderungen nicht mehr entsprachen, zur Verfügung standen, musste von der dritten Betreibergeneration von Georg Leonhard Weber (1910–1978) im Jahre 1973 eine entsprechende Toilettenanlage in einem weiteren Abbau untergebracht werden. Die Gastwirtschaft wurde zuletzt in den vierten und fünften Betreibergenerationen von Erhard Selig und schließlich von dessen Sohn Rüdiger Selig bis ins Jahr 2010 betrieben.

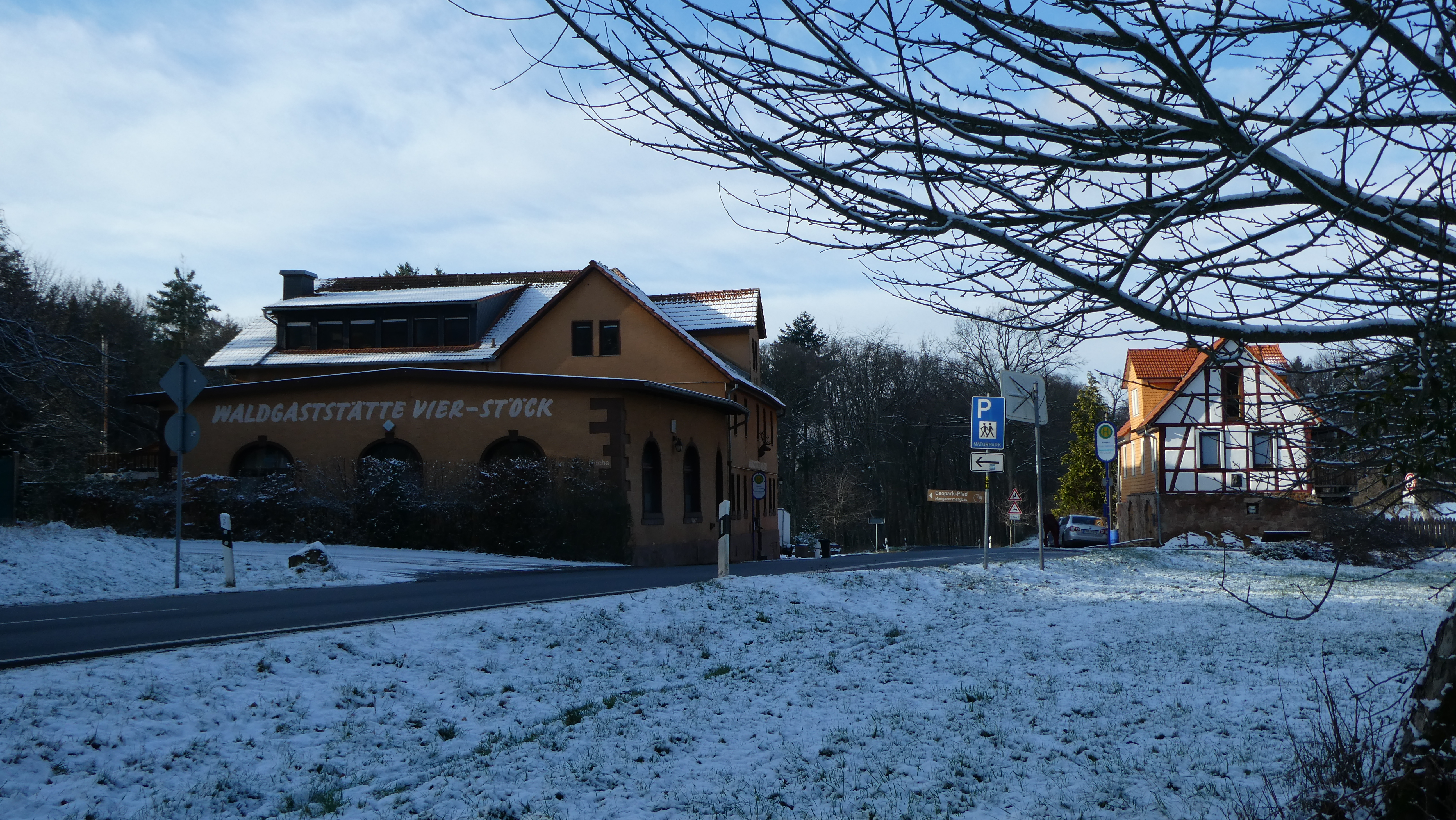
Ehemalige Gaststätte Vierstöck
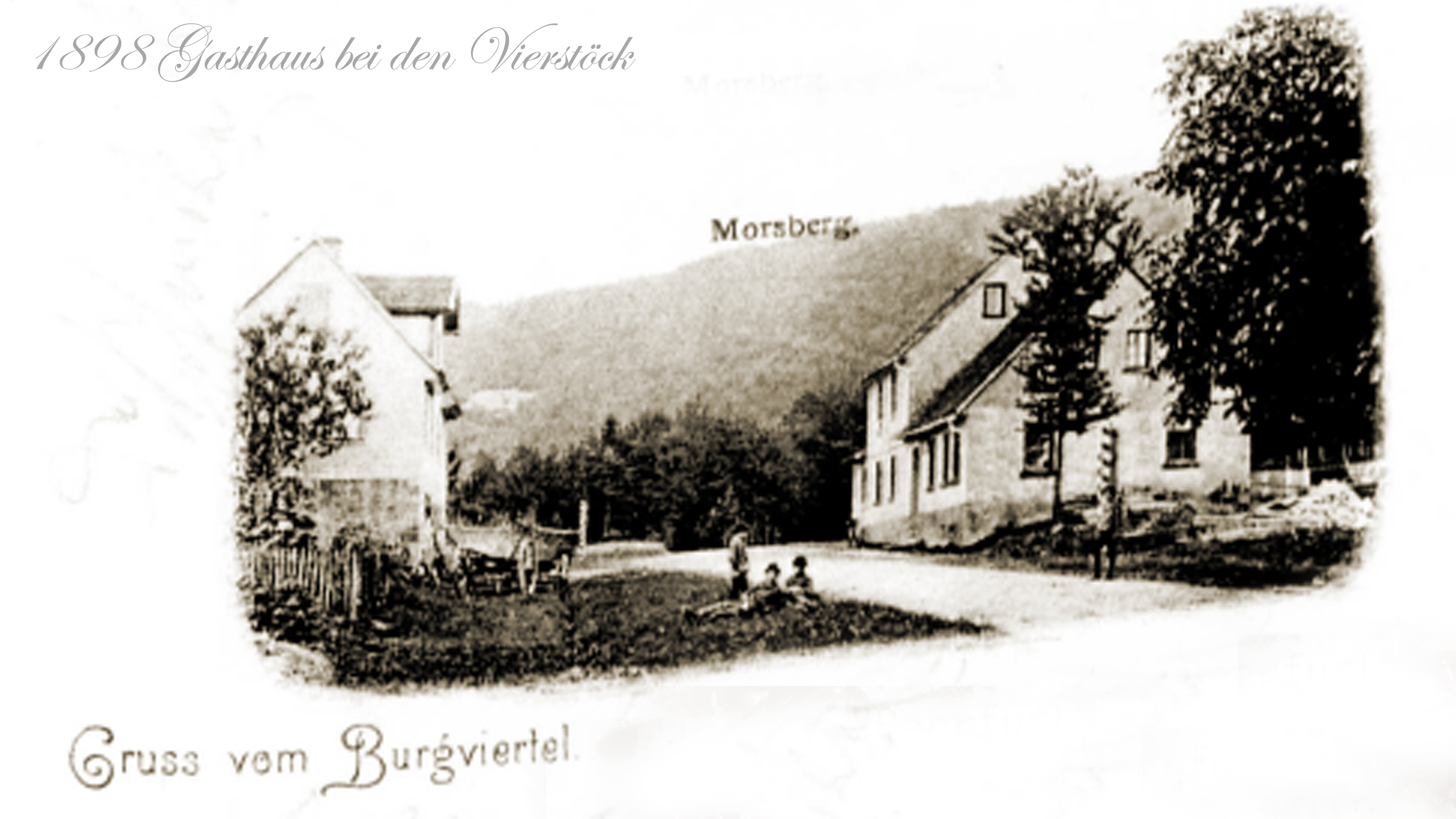
Gaststätte Zum Burgviertel mit zwei der vier hölzernen Wegweisern
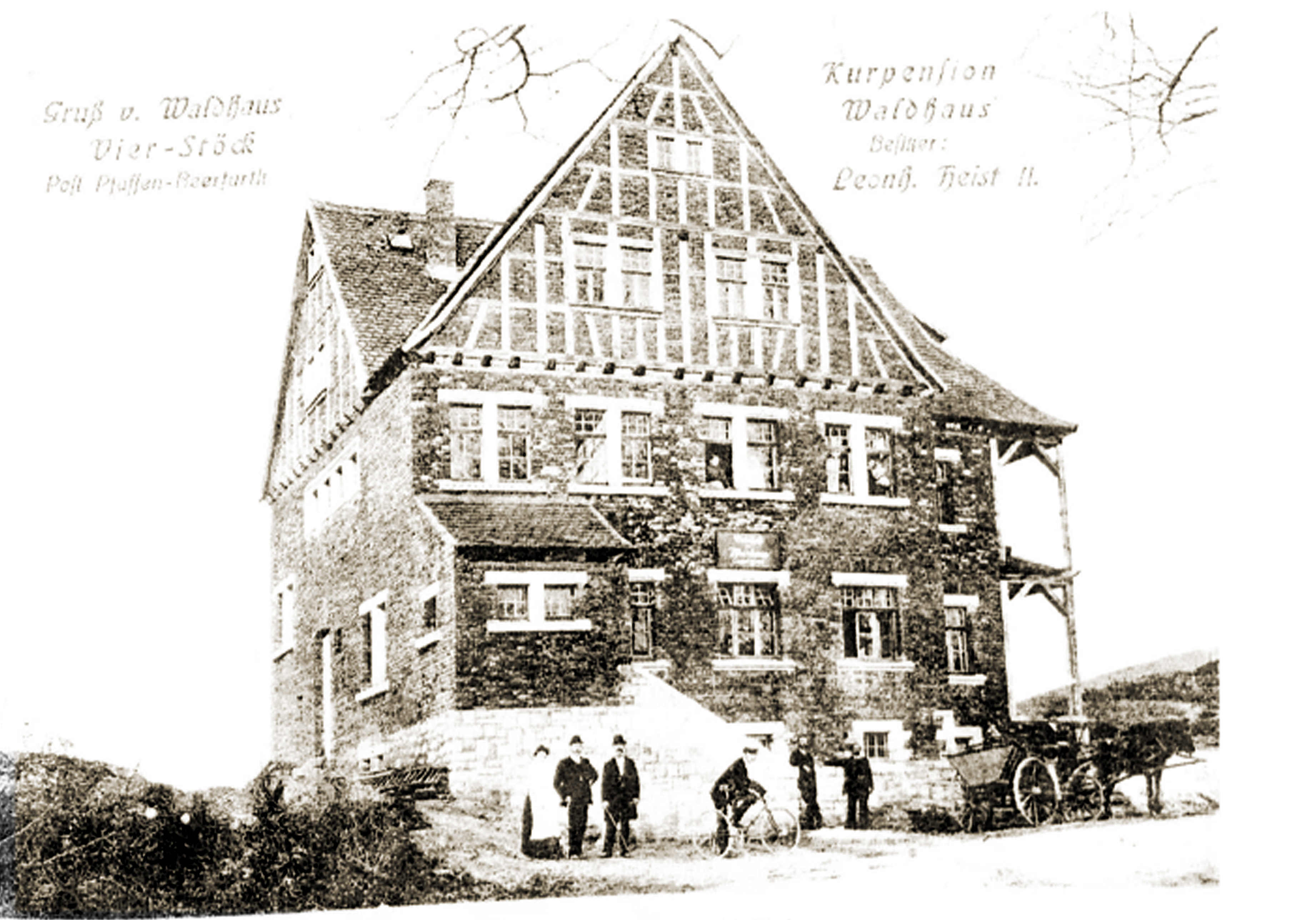
Waldhaus Vier-Stöck im Jahre 1914
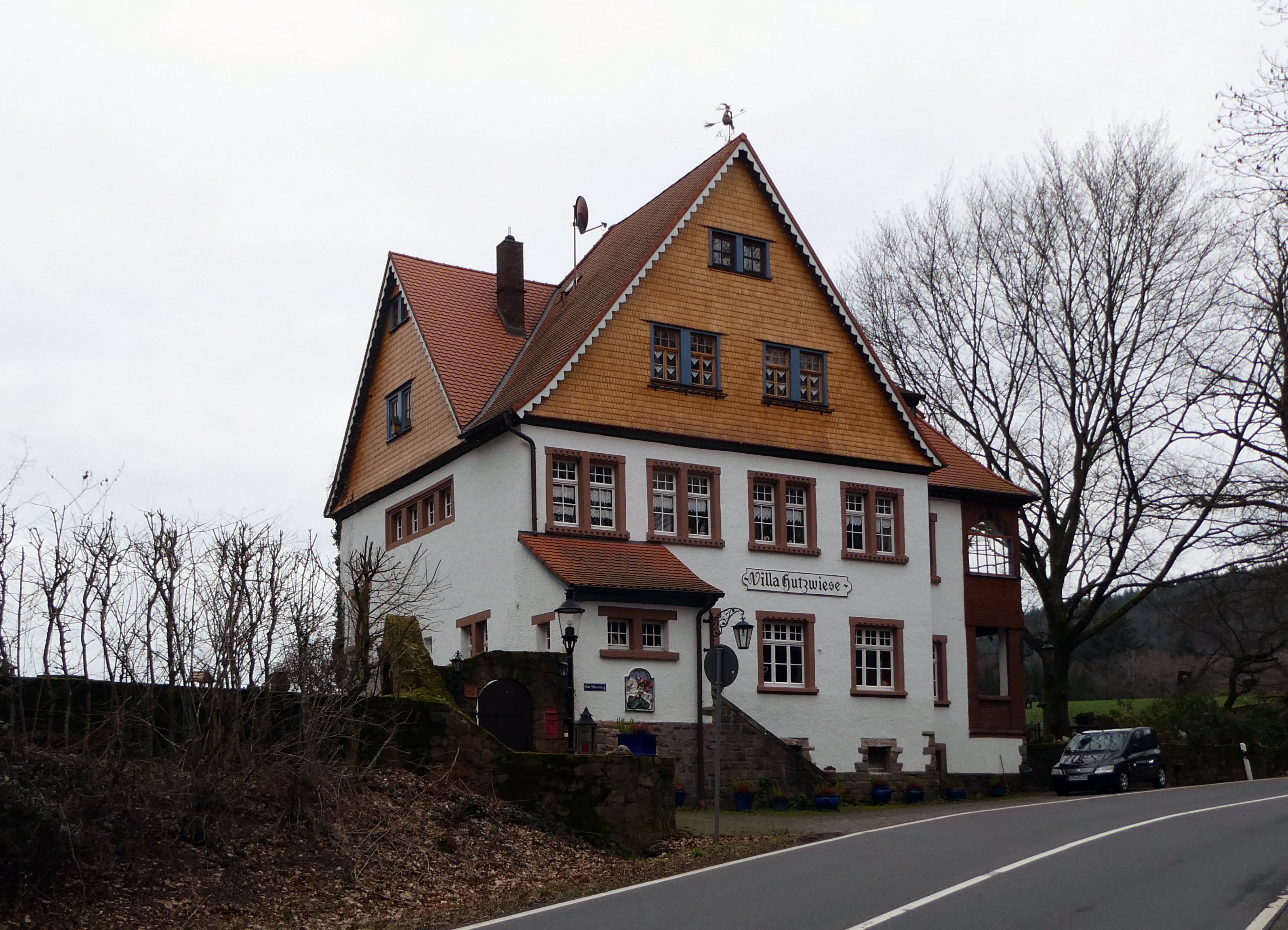
Villa Hutzwiese 2024
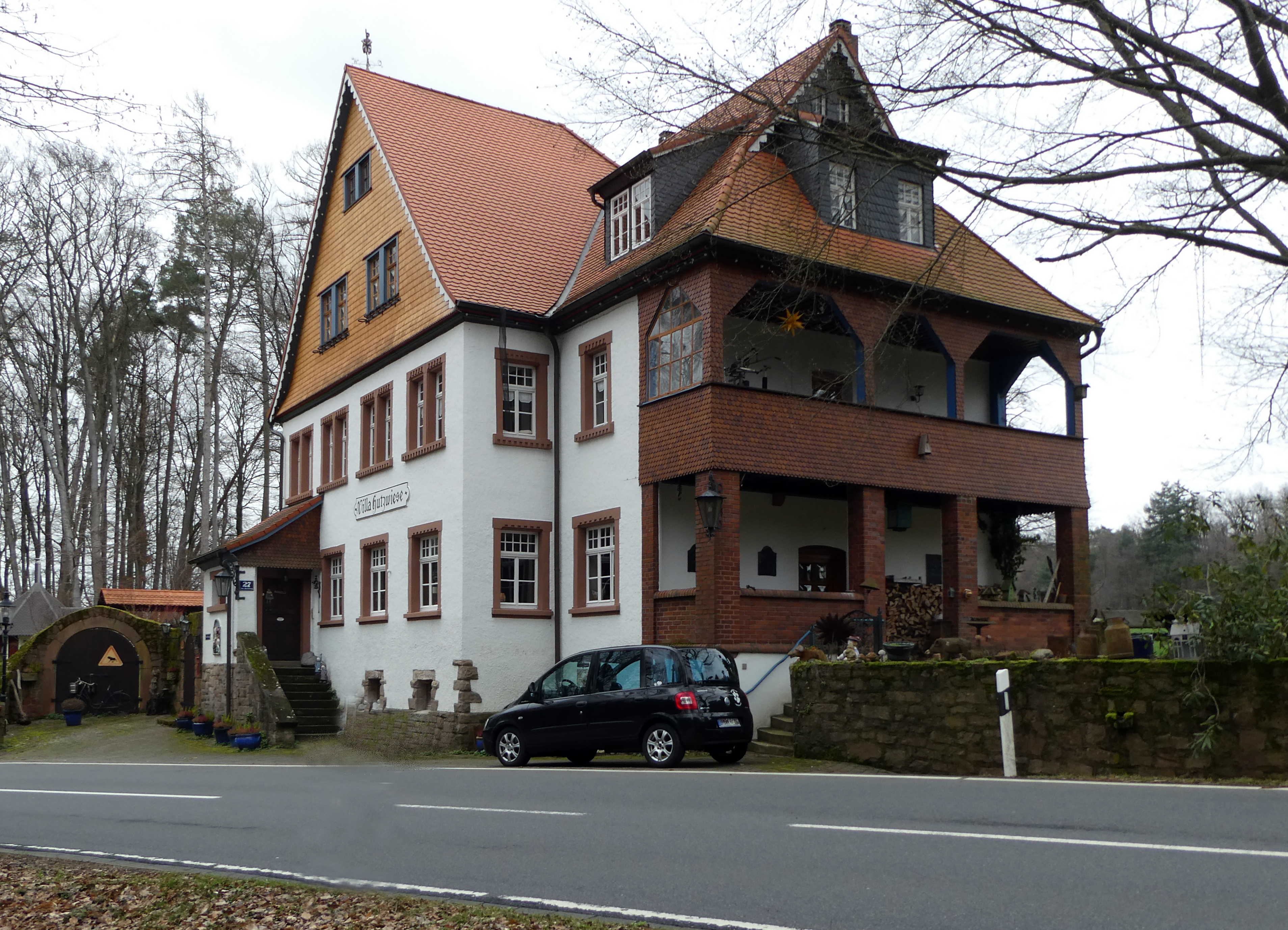
Villa Hutzwiese Südseite
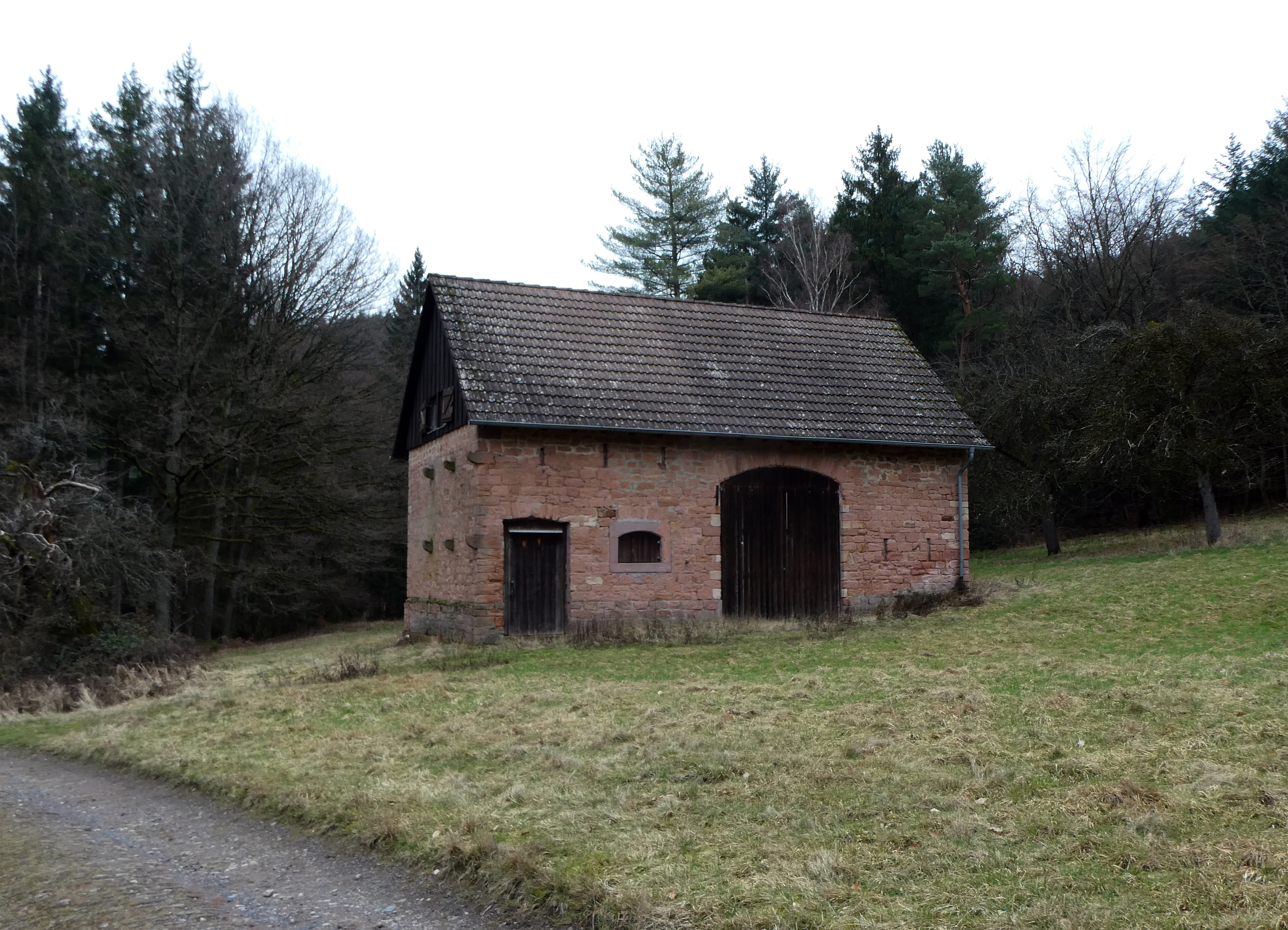
Forsthaus an der Geiswiese

### Kurpension Waldhaus Vier-Stöck
Leonhard Heist II. zog sich trotz Übergabe von Haus und Hof nicht auf das Altenteil zurück, sondern reichte nach Streitigkeiten mit der Tochter und Schwiegersohn am 12. Oktober 1906 beim Großherzoglichen Bauamt einen Antrag zum Bau einer „Waldwirtschaft im Flurbereich Burgviertel nahe bei den Vierstöck“ ein, nachdem

„...[er] im letzten Sommer eine große Zahl von Anfragen von Personen erhielt, auf den Vierstöck einen längeren Kurzaufenthalt nehmen wollten. Leider war ich nicht in der Lage Kurgäste aufzunehmen. Aber die rege Nachfrage zeigt, dass ein Bedürfnis für die Errichtung und Inbetriebnahme eines neuen Gasthauses auf den Vierstöck besteht.“

Der Antrag wurde zunächst abgelehnt, da „seither alle Kurfrischler vollständig Unterkunft fanden und eine zweite Wirtschaft an den Vierstöck für überflüssig erachtet“ wurde. Nach einem weiteren Antrag vom 9. Januar 1907, der den „Mangel an den einfachsten Bequemlichkeiten und Einrichtung eines modernen Gasthausbetriebs“ und die zeitgemäßen Vorzüge moderner Häuser in Oberhambach und im Vogelsberg beschrieb wurde in den nächsten Monaten eine Villa in exponierter Lage, geplant von Architekt Völker im Landhausstil, als voluminöser kubischer Bau auf einem Bruchsteinsockel, Erd- und Obergeschoss verputzt, Fachwerkgiebel verschindelt, mit schöner integrierter Loggia, errichtet. Das Haus, rund 190 m nordwestlich der bestehenden Gaststätte, wurde als erste „Sommerfrische“ im Odenwald konzipiert. Am 19. Oktober 1908 meldete Wachtmeister Kösinger vom Gendarmerieposten Reichelsheim, das neue Landhaus erfülle alle Bedingungen der Konzessionsurkunde. Die Pension fand in gehobenen Kreisen großen Zuspruch, viele Gäste kamen über Jahre zur Sommerfrische in den Odenwald. Während des Zweiten Weltkrieges und in der Nachkriegszeit diente das Haus zur Zwangsbelegung und konnte erst Mitte der 1950er Jahre wieder Feriengäste aufnahmen. 1979 wurde die renovierungsbedürftige Pension wegen der erheblichen Lärmbelästigung des zunehmenden Straßenverkehrs durch die anliegende Bundesstraße geschlossen und nach Umbau und Umbenennung zur Villa Hutzweise durch einen neuen Besitzer als denkmalgeschütztes Wohnhaus genutzt.

## Tonvorkommen an dem Vierstöck

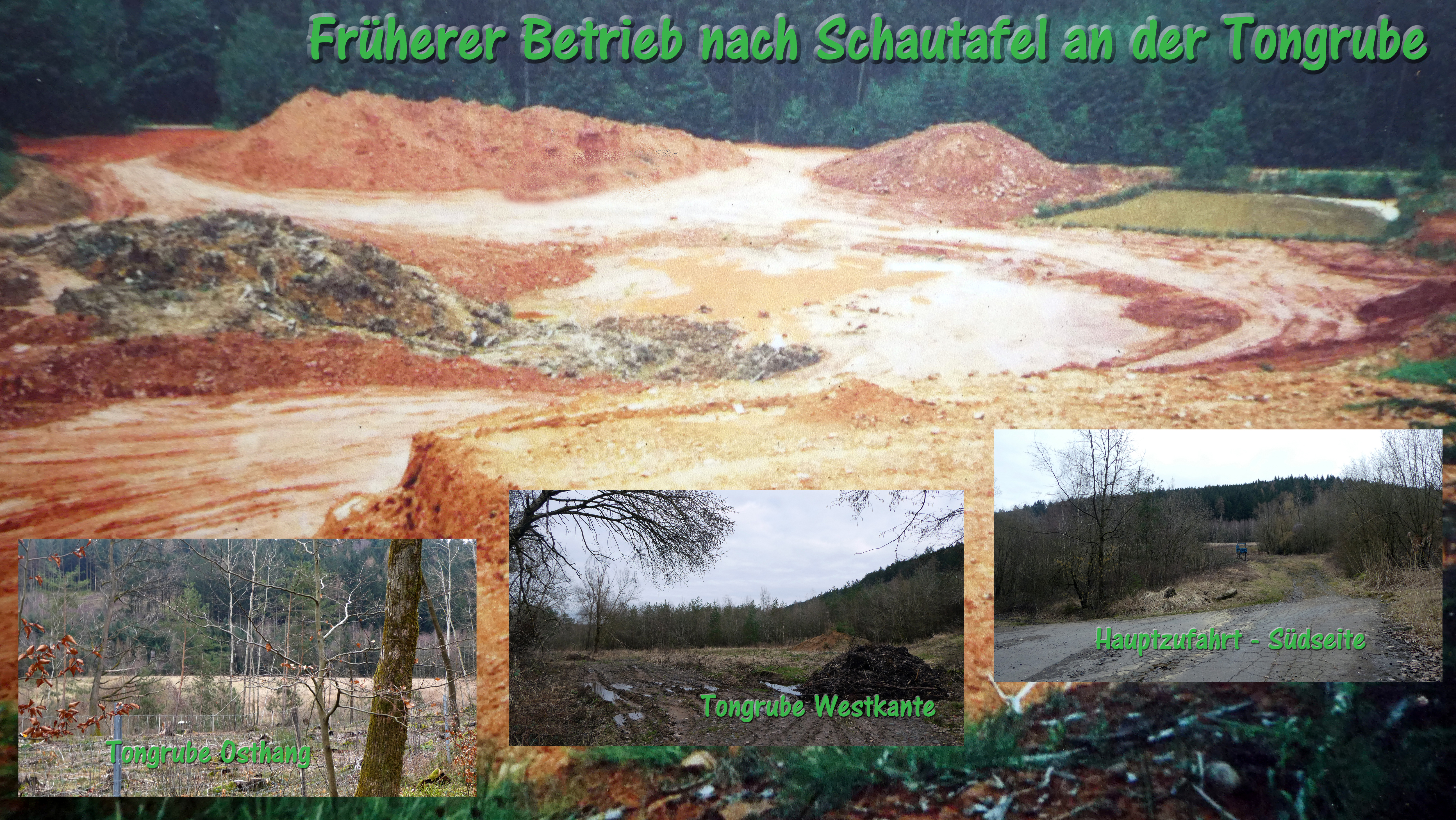
Ehemalige Tongrube bei den Vierstöck

Am 1. Mai 1901 meldete Leonhard Heist ein Gewerbe für „Versuchsarbeiten zur Gewinnung von Ton und Steinen zu technischen Zwecken“ an. Das reichhaltige Tonvorkommen auf Gelände der damals selbständigen Gemeinde Pfaffen-Beerfurth unweit des Gasthauses wurde zuvor von seiner Ehefrau Katharina bei Holzarbeiten entdeckt. 1905 wurde mit dem Abbau des hochwertigen Kaolintons begonnen. Als Anerkennung für die Entdeckung bekam die Vierstöckswirtin von der Gemeinde die Zusage, kostenlos Backsteine für den geplanten Neubau zu erhalten, selbst „wenn sich das Gebäude bis zur Hutzwiese hin erstrecken sollte“. Die Röt-Tonsteine der Vierstöck sind eine Gesteinseinheit, die im Zeitraum von etwa 252 bis 248 Millionen Jahren im Südwesten Deutschlands abgelagert wurde. Sie bestehen hauptsächlich aus Illit, einem Tonmineral, sowie aus Chlorit, Kaolinit und Smektiten. Die Tonsteine wurden ausschließlich im Tagebau gewonnen und waren oberflächennah bis in mehrere Zehnmeter Tiefe so stark entfestigt, dass sie ohne Sprengtechnik mit Hydraulikbaggern abgegraben werden konnten. Der Abtransport erfolgte per Radlader und LKW. Die Tonsteine des Röt wurden für verschiedenste Zwecke verwendet, unter anderem als Baustoff, als Füllmaterial und als Rohstoff für die Zementindustrie. Die Rohtone des Odenwaldes zeichnen sich durch ihre hohe Säurefestigkeit aus. Dies macht sie besonders geeignet für die Herstellung von Produkten, die mit sauren Stoffen in Berührung kommen, wie z. B. Abwasserrohre. Die Tonsteine der Vierstöck wurden vorwiegend in nahe gelegenen Ziegelwerken verarbeitet oder an Großhändler verkauft, die sie an die keramische Industrie liefern. Der Absatz konzentriert sich auf Hessen und angrenzende Bundesländer. Die Grube, zuletzt durch die Firma Trost aus Wiesloch betreiben, ist seit Anfang des 21. Jahrhunderts geschlossen und fast zugewachsen. Nur noch zwei Berge von feinem, rotem Ton erinnern an den einstigen Abbau. Die Tongrube ist heute eine Station des Bergbau- und Geo-Lehrpfades Bergbau Reichelsheim im Geo-Naturpark Bergstraße-Odenwald.

## Die „Sauerkrautkonferenzen“
Die sogenannte „Sauerkrautkonferenz“ der Lehrer ist eine Tradition, die seit dem Jahr 1904 besteht. Sie findet jedes Jahr am 3. Weihnachtsfeiertag, dem 27. Dezember, im Gasthaus Vierstöck statt. Der 3. Weihnachtsfeiertag war in der Region ein besonderer Tag, er war der Wandertag, an dem das Gesinde seinen Dienst quittieren oder verlängern konnte. An diesem Tag trafen sich dann Wandernde aus dem Mümlingtal und dem Gersprenztal auf den Vierstöck. Sie nutzten die Gelegenheit, um sich über Arbeitsplätze und -verhältnisse auszutauschen. Die Lehrer waren bis Ende des 19. Jahrhunderts Gemeindebedienstete und gehörten vermutlich auch zu den Wandernden, die hier Halt machten. Die Tradition, am 27. Dezember Rippchen mit Sauerkraut und Kartoffelbrei zu essen, hat mehrere Gründe. Zum einen wird in der Weihnachtszeit viel Süßes gegessen. Das Sauerkraut mit Rippchen und Kartoffelbrei ist eine herzhafte Speise, die den süßen Nachtisch gut abschließt. In Mittelhessen wird das Sauerkraut stattdessen mit Erbsbrei serviert. Ein weiterer Grund für die Tradition ist die in Hessen weit verbreitete Sitte, in der Silvesternacht Sauerkraut zu essen, damit im nächsten Jahr das Geld nicht ausgeht. Je länger die Krautfäden sind, desto länger soll das Geld im Haus bleiben. Die Sauerkrautkonferenz hat sich im Laufe der Zeit mehrfach verändert. Ein Fußmarsch vom Bahnhof in Gersprenz zu den Vierstöck war beschwerlich und wurde mit einer Helgoländer Platte, dem obligatorischen Mittagessen mit Rippchen, Kartoffelbrei und Sauerkraut belohnt.